# 徳島県立宍喰商業高等学校
徳島県立宍喰商業高等学校（とくしまけんりつ ししくいしょうぎょうこうとうがっこう）は、徳島県海部郡海陽町に所在した商業高等学校。徳島県立日和佐高等学校・徳島県立海南高等学校と統合され徳島県立海部高等学校（2004年4月開校）となり、2006年3月31日に閉校した。

## 設置学科
- 商業科

## 沿革
- 1948年 徳島県海南高等学校宍喰分校として創設。
- 1963年 徳島県立宍喰高等学校として分離独立。
- 1965年 徳島県立宍喰商業高等学校と改称。
- 2006年3月31日 徳島県立日和佐高等学校・徳島県立海南高等学校と統合され徳島県立海部高等学校（2004年4月開校）となり閉校した。

## 最寄駅
- 阿佐海岸鉄道阿佐東線宍喰駅